# Skotská škola (esperanto)
Skotská škola je v esperantské literatuře pokračováním budapešťské školy a tvoří ji spisovatelé soustředění kolem revue Esperanto en Skotlando. 
Vynikající zástupci této školy jsou: Reto Rossetti, William Auld, John Francis a John Dinwoodie. Představili se společnou sbírkou Kvaropo (Čtveřice) z roku 1952 vydanou esperantským nakladatelstvím Stafeto (Štafeta) na Kanárských ostrovech. Sbírka s více než stovkou básní vyvolala nadšení esperantské kritiky, která ocenila jejich mladický humanismus, melancholický pietismus i téměř žonglérskou práci se slovem.